# Томашевский-Бонча, Юлий Осипович
Юлий (Ян-Эмилий) Осипович Томашевский-Бонча (1834 — 1890-е) — художник, исторический живописец, академик Императорской Академии художеств.

## Биография
Родился в Санкт-Петербурге. Получил художественное образование в Императорской Академии художеств под руководством Ф. А. Бруни.
Был награждён от Академии художеств большой серебряной медалью (1856) за исполнение программы «Иуда бросает серебреники» и малой золотой медалью (1859) за программу «Христос во храме».  Получил от Академии художеств звание художника с правом на чин XIV класса (1863).
После Бруни наиболее повлиял на развитие этого художника работавший в Санкт-Петербурге итальянский живописец К. Дузи. Отправившись в 1860 году за границу, Томашевич-Бонча посетил главные города и музеи Италии (1860–1861), довольно долго пробыл в Неаполе, где собирал материалы для будущих своих картин, жил в Париже (1861–1877), почти ежегодно выставляя свои работы в тамошнем салоне. Главный род его живописи — историческо-бытовой; кроме того он писал мифологические сцены, преимущественно с женскими фигурами, головки молодых красавиц, жанры, портреты и пр.
Получил звание академика (1864) за картину «Аррия Марцелла».
В 1877 году Томашевский-Бонча покинул Париж и вернулся в Санкт-Петербург.
Среди известных произведений: «Иисус-отрок во храме между иудейских учителей» (1859), «Ария Марцелла» (1864), «Римлянка в купальне» (1865), «Казнь Брунгильды в 613 году» (1865), «Встреча Людовика XI при вступлении его в Париж» (1870), «Сцена из комедии Мольера «Тартюф» (1876), «Пётр Великий перед памятником Ришельё» (1881), «Венера и Амур» и «Роса».

Примеры работ Ю. О. Томашевского-Бонча
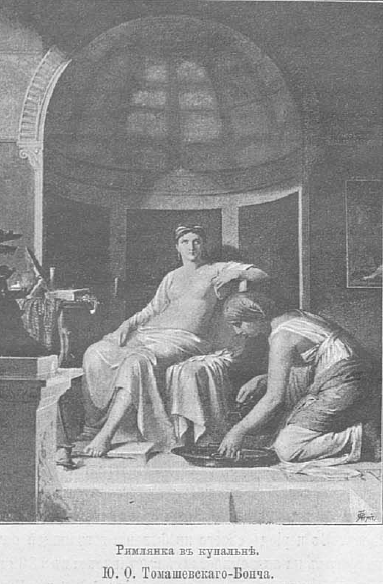
Римлянка в купальне
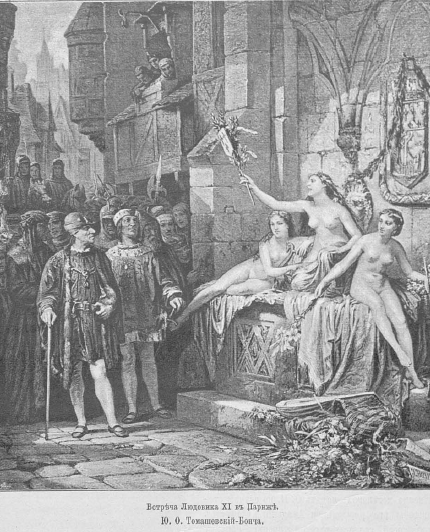
Встреча Людовика XI в Париже
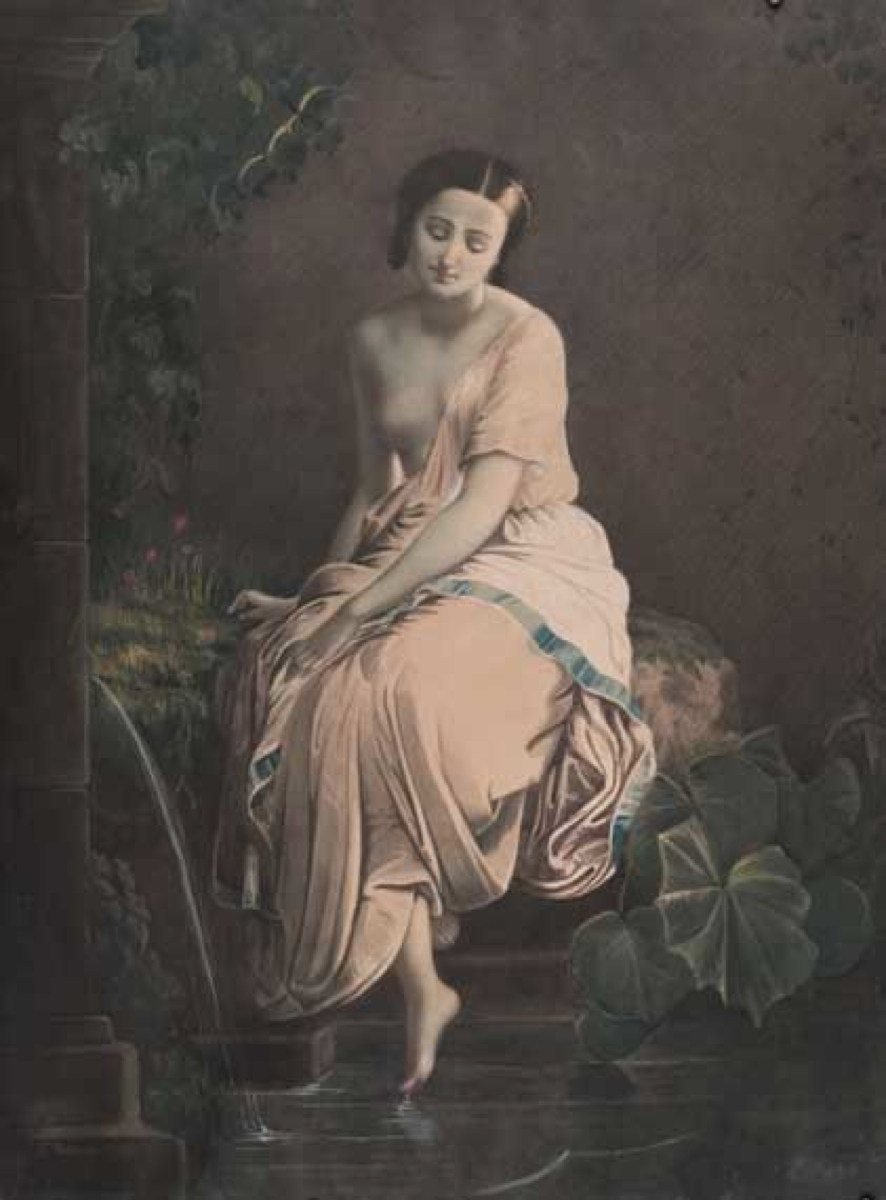
Возле источника
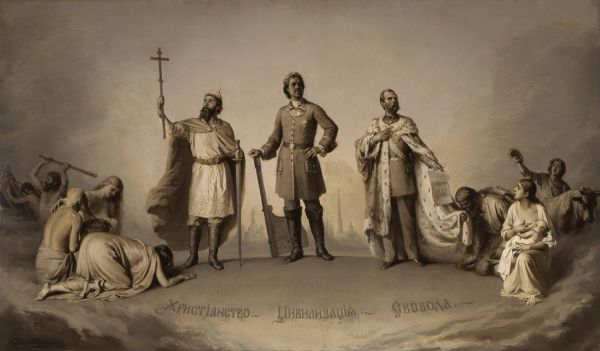
Три великие эпохи России. Христианство, цивилизация, свобода

## Примечание
1. 1 2  Artists of the World Online, Allgemeines Künstlerlexikon Online, AKL Online (нем.) / Hrsg.: A. Beyer, B. Savoy — Berlin: K. G. Saur Verlag, Verlag Walter de Gruyter, 2009. — ISSN 2750-6088 — doi:10.1515/AKL
2. ↑  RKDartists (нидерл.)
3. ↑  Картина была подарена художником в церковь d'Asnières вблизи Парижа.
4. 1 2  Список русских художников к юбилейному справочнику Императорской Академии художеств, 1915, с. 197.
5. ↑  ««Arria Marcella» — сюжет взят из «Le Trio de roman» Теофиля Готье.
6. ↑  Наши художники, 1889, с. 206.